# Phường 2, thành phố Bạc Liêu
Phường 2 là một phường cũ thuộc thành phố Bạc Liêu, tỉnh Bạc Liêu, Việt Nam.

## Địa lý
Phường 2 nằm ở phía tây thành phố Bạc Liêu, có vị trí địa lý:
- Phía đông giáp Phường 5
- Phía tây giáp huyện Hòa Bình
- Phía nam giáp phường Nhà Mát
- Phía bắc giáp Phường 3 và Phường 8.

Phường 2 có diện tích 8,83 km², dân số năm 2022 là 15.445 người, mật độ dân số đạt 1.749 người/km².

## Hành chính
Phường 2 được chia thành 6 khóm: 1, 2, 3, 4, 5, 6.

## Lịch sử
Sau năm 1975, Phường 2 thuộc thị xã Bạc Liêu, tỉnh Bạc Liêu.
Ngày 29 tháng 12 năm 1978, Hội đồng Chính phủ ban hành Quyết định số 326-CP. Theo đó, Phường 2 thuộc thị xã Minh Hải, tỉnh Minh Hải.
Ngày 17 tháng 5 năm 1984, Hội đồng Bộ trưởng ban hành Quyết định số 75-HĐBT về việc đổi tên thị xã Minh Hải thành thị xã Bạc Liêu thuộc tỉnh Minh Hải. Phường 2 thuộc thị xã Bạc Liêu.
Ngày 6 tháng 11 năm 1996, Quốc hội ban hành Nghị quyết về việc chia tỉnh Minh Hải thành tỉnh Bạc Liêu và tỉnh Cà Mau. Khi đó, Phường 2 thuộc thị xã Bạc Liêu, tỉnh Bạc Liêu.
Ngày 27 tháng 8 năm 2010, Chính phủ ban hành Nghị quyết số 32/NQ-CP về việc thành lập thành phố Bạc Liêu thuộc tỉnh Bạc Liêu. Phường 2 trực thuộc thành phố Bạc Liêu.

## Du lịch
- Khu lưu niệm cố nhạc sĩ Cao Văn Lầu: Đường Ninh Bình, khóm 4.

## Giao thông
Các tuyến đường chính của Phường 2:
| - Cao Văn Lầu - Ninh Bình - Hoa Lư - Nguyễn Thị Minh Khai - Lê Hồng Phong | - Ngô Quyền - Kinh Xáng - Công Xi Rượu - Tô Hiến Thành - Nguyễn Văn Trỗi | - Phan Văn Trị - Nam Kỳ Khởi Nghĩa - Ấp Chiến Lược - Nguyễn Vĩnh Nghiệp - Nguyễn Lương Bằng | - Lê Thị Huỳnh - Tạ Thị Huệ - Trần Văn Đại - Lê Thị Mười - Trần Thanh Viết | - Nguyễn Hồng Khanh - Nguyễn Thị Nho - Trương Hán Siêu - Trần Văn Mẫn - Tào Văn Tỵ | - Châu Thị Tám - Trần Hồng Dân - Phạm Thị Út - Nguyễn Bá Tụi |